# Tristan Dekker
Tristan Dekker (Den Haag, 27 maart 1998) is een Nederlandse profvoetballer die doorgaans als rechtsback speelt en ook inzetbaar is als middenvelder. Hij tekende in 2016 bij VVV-Venlo dat hem transfervrij overnam van ADO Den Haag. Dekker heeft een Nederlandse vader en een Zuid-Koreaanse moeder.

## Carrière

### ADO Den Haag
Als F-pupil maakte Dekker de overstap van Haaglandia naar ADO Den Haag waar hij de jeugdopleiding doorliep en later uitgroeide tot jeugdinternational. In 2014 tekende Dekker een profcontract bij ADO.

### VVV-Venlo
Dekker werd twee jaar later transfervrij overgenomen door VVV-Venlo, dat hem op 29 juni 2016 vastlegde tot medio 2018 met een optie voor een extra seizoen. Op 12 augustus 2016 maakte de 18-jarige vleugelverdediger zijn competitiedebuut in een met 1-2 gewonnen uitwedstrijd bij MVV Maastricht. In de negenentachtigste minuut verving hij Torino Hunte. In september 2017 werd hij getroffen door een blindedarmontsteking die hem maandenlang aan de kant hield. Eind maart 2018 werd de optie in zijn aflopende contract gelicht, zodat Dekker nog tot 1 juli 2019 onder contract zou staan bij de Venlose eredivisionist. In mei 2019 kwamen beide partijen een nieuw tweejarig contract overeen. Eind maart 2021 zegde de Venlose club zijn aflopende contract op. Na de degradatie in mei 2021 opende de club opnieuw de onderhandelingen. Met ook een aanbod van mededegradant FC Emmen op zak zette Dekker op 5 juli 2021 toch weer zijn handtekening onder een nieuwe tweejarige verbintenis bij VVV. In zijn zesde profseizoen scoorde de verdediger zijn eerste doelpunt in het betaalde voetbal. Tijdens een met 2-1 verloren uitwedstrijd bij FC Volendam op 17 september 2021 rondde hij een solo af met een afstandsschot. Op 13 februari 2022 brak Dekker in een thuiswedstrijd tegen Roda JC (1-1) na een botsing met Davy van den Berg zijn kuitbeen waardoor hij maandenlang uitgeschakeld werd. Tijdens zijn zevende Venlose seizoen werd de Haagse verdediger op 11 november 2022 voorafgaand aan het thuisduel tegen Willem II (0-0) gehuldigd vanwege zijn 100e competitiewedstrijd namens VVV. Dekker was een van de tien spelers van wie VVV na afloop van het seizoen 2022/23 het contract niet verlengde.

### VPS Vaasa
Tijdens de voorbereiding op het seizoen 2024/25 trainde Dekker mee met een club uit Finland. Na een proefperiode leverde het Dekker een eenjarig contract op bij het Finse VPS Vaasa.

## Clubstatistieken
| 2016/17                               | VVV-Venlo       | Eerste divisie  | 29  | 0 | 2 | 0 | — | — | 31  | 0 |
| 2017/18                               | VVV-Venlo       | Eredivisie      | 15  | 0 | 0 | 0 | — | — | 15  | 0 |
| 2018/19                               | VVV-Venlo       | Eredivisie      | 10  | 0 | 1 | 0 | — | — | 11  | 0 |
| 2019/20                               | VVV-Venlo       | Eredivisie      | 4   | 0 | 0 | 0 | — | — | 4   | 0 |
| 2020/21                               | VVV-Venlo       | Eredivisie      | 15  | 0 | 2 | 0 | — | — | 17  | 0 |
| 2021/22                               | VVV-Venlo       | Eerste divisie  | 17  | 2 | 1 | 0 | — | — | 18  | 2 |
| 2022/23                               | VVV-Venlo       | Eerste divisie  | 23  | 2 | 2 | 0 | 3 | 0 | 28  | 2 |
| 2025                                  | VPS Vaasa       | Veikkausliiga   | 0   | 0 | 0 | 0 | 1 | 0 | 1   | 0 |
| Carrière totaal                       | Carrière totaal | Carrière totaal | 113 | 4 | 8 | 0 | 4 | 0 | 125 | 4 |
| Bijgewerkt tot en met 7 febrauri 2025 |                 |                 |     |   |   |   |   |   |     |   |

## Interlandcarrière

### Nederland onder 16
Op 29 oktober 2013 debuteerde Dekker voor Nederland –16 in een vriendschappelijke wedstrijd tegen België –16 (2 – 1).
| Interlands van Tristan Dekker | Interlands van Tristan Dekker | Interlands van Tristan Dekker | Interlands van Tristan Dekker | Interlands van Tristan Dekker | Interlands van Tristan Dekker |
| №                             | Datum                         | Wedstrijd                     | Uitslag                       | Soort Wedstrijd               | Doelpunten                    |
| Als speler bij ADO Den Haag   | Als speler bij ADO Den Haag   | Als speler bij ADO Den Haag   | Als speler bij ADO Den Haag   | Als speler bij ADO Den Haag   | Als speler bij ADO Den Haag   |
| ----------------------------- | ----------------------------- | ----------------------------- | ----------------------------- | ----------------------------- | ----------------------------- |
| 1.                            | 29 oktober 2013               | Nederland – België            | 2 – 1                         | Vriendschappelijk             | 0                             |
| 2.                            | 31 oktober 2013               | Frankrijk – Nederland         | 2 – 1                         | Vriendschappelijk             | 0                             |
| 3.                            | 2 november 2013               | Nederland – Servië            | 1 – 0                         | Vriendschappelijk             | 0                             |
| 4.                            | 27 februari 2014              | Duitsland – Nederland         | 2 – 0                         | Vriendschappelijk             | 0                             |

### Nederland onder 19
Op 3 juli 2017 debuteerde Dekker voor Nederland –19 tijdens het EK in Georgië tegen Duitsland –19 (4 – 1).
| Interlands van Tristan Dekker | Interlands van Tristan Dekker | Interlands van Tristan Dekker | Interlands van Tristan Dekker | Interlands van Tristan Dekker | Interlands van Tristan Dekker |
| №                             | Datum                         | Wedstrijd                     | Uitslag                       | Soort Wedstrijd               | Doelpunten                    |
| Als speler bij VVV-Venlo      | Als speler bij VVV-Venlo      | Als speler bij VVV-Venlo      | Als speler bij VVV-Venlo      | Als speler bij VVV-Venlo      | Als speler bij VVV-Venlo      |
| ----------------------------- | ----------------------------- | ----------------------------- | ----------------------------- | ----------------------------- | ----------------------------- |
| 1.                            | 3 juli 2017                   | Duitsland – Nederland         | 1 – 4                         | EK                            | 0                             |
| 2.                            | 6 juli 2017                   | Engeland – Nederland          | 1 – 0                         | EK                            | 0                             |
| 3.                            | 12 juli 2017                  | Portugal – Nederland          | 1 – 0                         | EK                            | 0                             |

### Nederland onder 20
Op 22 maart 2019 debuteerde Dekker voor Nederland –20 in een vriendschappelijke wedstrijd tegen Mexico –20 (3 – 2).
| Interlands van Tristan Dekker | Interlands van Tristan Dekker | Interlands van Tristan Dekker | Interlands van Tristan Dekker | Interlands van Tristan Dekker | Interlands van Tristan Dekker |
| №                             | Datum                         | Wedstrijd                     | Uitslag                       | Soort Wedstrijd               | Doelpunten                    |
| Als speler bij VVV-Venlo      | Als speler bij VVV-Venlo      | Als speler bij VVV-Venlo      | Als speler bij VVV-Venlo      | Als speler bij VVV-Venlo      | Als speler bij VVV-Venlo      |
| ----------------------------- | ----------------------------- | ----------------------------- | ----------------------------- | ----------------------------- | ----------------------------- |
| 1.                            | 22 maart 2019                 | Nederland – Mexico            | 3 – 2                         | Vriendschappelijk             | 0                             |